# Huberopappus
Huberopappus é um género de plantas com flores pertencentes à família Asteraceae.
A sua área de distribuição nativa é na Venezuela.
Espécies:
- Huberopappus maigualidae Pruski